# Zoran Đorđević
Zoran Đorđević (en serbio: Зоран Ђорђевић; Valjevo, 7 de noviembre de 1962) es un director de cine y productor serbo y brasileño. Graduado en la Escuela de Cine de Praga (FAMU).

## Filmografía
- Na gota colorida encontra-se uma vida, Brasil, 2017
- O Saber e Fazer, Brasil, 2013
- Memórias Caiçaras, Brasil, 2011[1]
- Nkisi na Diáspora: Raízes Religiosas Bantu no Brasil, Brasil/Angola, 2007[2]
- Ilhados, Brasil, 2000
- Por Quem Os Sinos Dobram, Brasil, 2000
- Živeli, Sérvia, 1999
- O dia em que olhamos para o céu, Brasil, 1997[3]
- Odiseja, Sérvia, 1995[4]
- Nostalgični koncert za violinu, Sérvia, 1995[5]
- Molitva za mrtve duše, República Checa, 1993[6]
- Nestao, Sérvia, 1992
- Pozdravi sve koji pitaju za mene, Sérvia, 1987

## Teatrografia
- 1999 Čarobnjak iz Oza, Valjevo, Sérvia
- 1987 Ostrvska priča, Valjevo, Sérvia[7][8]